# 中島関爾
中島 関爾（なかじま かんじ、1907年 - 1980年）は、日本の英文学者、博士。駒澤大学教授、僧侶。

## 来歴
駒澤大学文学部人文学科（英文学）卒業。曹洞宗研究生を経て、国際仏教協会に就職。東亜研究所嘱託も務めた。戦後、駒澤大学教授となる（英文学）。
1961年、論文「シェイクスピアの批判的研究」で博士号（文学、駒澤大学）取得。

## 著書
- 「シェイクスピアの批判的研究」
- 「シェイクスピア論考」[4]
- 「禅思想とその背景 : 岡本素光博士喜寿記念論集」[5]